# Frances Willard
Frances Elizabeth Caroline Willard (Churchville, 28 settembre 1839 – New York, 17 febbraio 1898) è stata un'attivista e educatrice statunitense.

## Biografia
Attivista dei diritti civili, propugnatrice della parità femminile, determinò con la sua azione l'approvazione del 19° emendamento della Costituzione degli Stati Uniti d'America, che promulgò il suffragio universale. Fu presidente della Woman's Christian Temperance Union dal 1878 alla morte, avvenuta per anemia perniciosa. Nel 1910 venne ammessa nella Hall of Fame for Great Americans.